# Dawson City : Le Temps suspendu
Pour plus de détails, voir Fiche technique et Distribution.
Dawson City : Le Temps suspendu (Dawson City: Frozen Time) est un film américain réalisé par Bill Morrison et sorti en 2016. 

## Synopsis

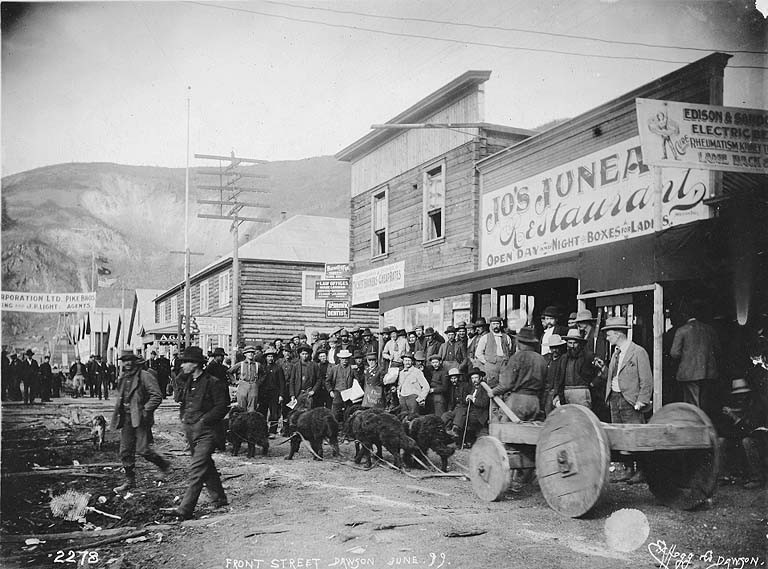
Une rue de Dawson en 1898.

L'histoire tumultueuse de Dawson City dans le territoire du Yukon au Canada, à travers des archives de films nitrate conservés dans le permafrost, retrouvés et restaurés lors d'un chantier dans les années 1970.

## Fiche technique
- Titre : Dawson City : Le Temps suspendu
- Titre original : Dawson City: Frozen Time
- Réalisation : Bill Morrison
- Scénario : Bill Morrison
- Montage : Bill Morrison
- Musique : Alex Somers
- Production : Hypnotic Pictures - Picture Palace Pictures
- Distribution : Théâtre du Temple
- Pays de production :  États-Unis
- Genre : documentaire
- Durée : 120 minutes
- Dates de sortie : 
  - Italie : 5 septembre 2016 (Mostra de Venise)
  - États-Unis : 2 octobre 2016 (Festival du film de New York)
  - France : 5 août 2020

## Sélections
Source
- Mostra de Venise 2016
- Festival international de cinéma de Marseille 2018